# Poecilia sulphuraria
Poecilia sulphuraria, regionalmente conhecido como molly del teapa, é uma espécie de peixe da família Poeciliidae.
É endêmica do México.